# Elección presidencial de El Salvador de 2009
La elección presidencial de El Salvador de 2009 fue celebrada el domingo 15 de marzo, dando como ganador a Mauricio Funes (FMLN), luego de vencer en las
urnas al candidato de ARENA, Rodrigo Ávila. Las elecciones en El Salvador están regidas por el  Tribunal Supremo Electoral. Estos comicios fueron precedidos por la elección de diputados para la Asamblea Legislativa, Parlamento Centroamericano y Consejos Municipales, celebradas el 18 de enero de 2009.

## Antecedentes
Las elecciones presidenciales en El Salvador se celebran cada 5 años. La última elección presidencial se llevó a cabo el 21 de marzo de 2004, donde los contendientes fueron Elías Antonio Saca del partido ARENA y Schafik Handal por el FMLN. El  Tribunal Supremo Electoral declaró con 1,314,434 votos y 57.71% como ganador a  Elías Antonio Saca, convirtiéndose en Presidente de la República del 1 de junio de 2004 al 1 de junio de 2009.
La elección anterior a la realizada en marzo del 2004, se realizó el 21 de marzo de 1999 donde Francisco Flores obtuvo la victoria con 614,268 votos, que representaron un ajustado 51.96%. Su contendiente del partido FMLN fue Facundo Guardado que obtuvo 343,472 votos, es decir el 29.05%.
La última vez en que las elecciones presidenciales coincidieron con las legislativas y municipales fue en 1994, donde Armando Calderón Sol del partido ARENA obtuvo la victoria en segunda vuelta frente a Rubén Zamora del FMLN.

## Encuestas
Sondeos de opinión, realizados a finales de 2008, dieron ventaja al candidato Mauricio Funes (FMLN) sobre el oficialista Rodrigo Ávila (ARENA). Entre ellas están la firma CID GALLUP que en noviembre le dio una ventaja de trece puntos porcentuales; y del Centro de Investigación de la Opinión Pública Salvadoreña (CIOPS) de la Universidad Tecnológica de El Salvador con 17.3. En términos generales, ninguno de los demás institutos políticos alcanzó el 2% de las preferencias.

## Candidatos
| Candidato a Presidente | Candidato a Vicepresidente | Partido Político                                   | Siglas |
| ---------------------- | -------------------------- | -------------------------------------------------- | ------ |
| Mauricio Funes         | Salvador Sánchez Cerén     | Frente Farabundo Martí para la Liberación Nacional | FMLN   |
| Rodrigo Ávila          | Arturo Zablah              | Alianza Republicana Nacionalista                   | ARENA  |

A poco menos de un mes el candidato presidencial del Partido Demócrata Cristiano (PDC), Carlos Rivas Zamora, declinó su candidatura, alegando que el sistema electoral salvadoreño no les garantiza confiabilidad e instó al Tribunal Supremo Electoral a mejorar su trabajo. La misma decisión tomó la cúpula del Partido de Conciliación Nacional (PCN), cuyos miembros decidieron sacar de la contienda a su fórmula presidencial, donde 3 de los 5 magistrados del Tribunal Supremo Electoral fallaron a favor de la cúpula del PCN y así poder retirar la candidatura de este partido político, con la única diferencia que el candidato José Tomás Chévez no estuvo de acuerdo con la decisión y demandó al PCN ante la Procuraduría para la Defensa de los Derechos Humanos.

## Resultados por Departamento
|  | 47.72 % |

|  | 52.28 % |

|  | 38.98 % |

|  | 61.02 % |

|  | 48.47 % |

|  | 51.53 % |

|  | 46.04 % |

|  | 53.96 % |

|  | 47.69 % |

|  | 52.31 % |

|  | 52.56 % |

|  | 47.44 % |

|  | 46.01 % |

|  | 53.99 % |

|  | 47.50 % |

|  | 52.50 % |

|  | 58.00 % |

|  | 42.00 % |

|  | 54.53 % |

|  | 45.47 % |

|  | 50.18 % |

|  | 49.82 % |

|  | 48.76 % |

|  | 51.24 % |

|  | 52.99 % |

|  | 47.01 % |

|  | 53.01 % |

|  | 46.99 % |

|  | 55.10 % |

|  | 44.90 % |

|  | 51.32 % |

|  | 48.68 % |